# Madagassische Raubtiere
Die Madagassischen Raubtiere (Eupleridae) sind eine auf Madagaskar lebende Familie der Raubtiere (Carnivora). Sie fasst alle natürlicherweise auf dieser Insel vorkommenden Raubtiere zusammen; ihre Zusammengehörigkeit wurde erst Anfang des 21. Jahrhunderts aufgrund molekulargenetischer Untersuchungen festgestellt. Es ist eine in Bezug auf Körperformen und Lebensweisen sehr vielfältige Gruppe; die meisten Arten sind jedoch einzelgängerische Fleischfresser. Die Familie umfasst neun lebende und eine in den letzten Jahrtausenden ausgestorbene Art.

## Merkmale

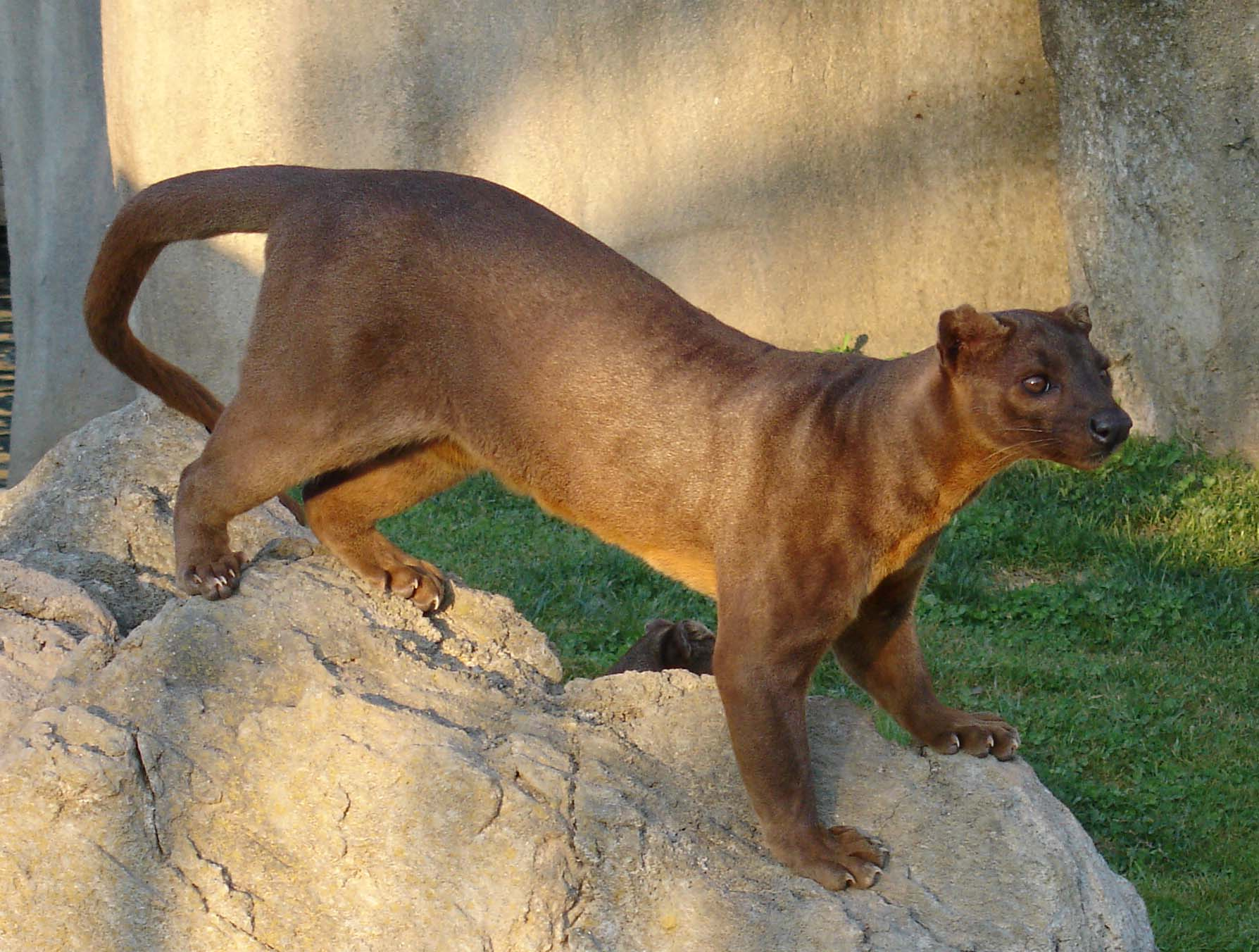
Die Fossa ist der größte Vertreter der Madagassischen Raubtiere

Es gibt keine morphologischen Charakteristiken, die die Madagassischen Raubtiere eindeutig von den anderen Raubtieren unterscheiden. Vielmehr zeigen sie Konvergenzen zu verschiedenen anderen Raubtiergruppen, etwa den Katzen, Schleichkatzen oder Mangusten, was der Grund dafür war, dass anhand äußerer Kriterien die Verwandtschaft dieser Tiere nicht erkannt werden konnte. Der größte Vertreter ist die Fossa mit einer Kopf-Rumpf-Länge von bis zu 80 Zentimetern und einem Gewicht von bis zu 12 Kilogramm, während die kleinsten Madagaskar-Mangusten eine Kopf-Rumpf-Länge von 26 Zentimetern und ein Gewicht von 500 Gramm aufweisen. Die Männchen und Weibchen der Madagassischen Raubtiere unterscheiden sich nicht in der Fellfärbung, bei einigen Arten allerdings in den Ausmaßen – in diesen Fällen sind die Männchen größer.
Generell ist der Körperbau dieser Tiere schlank und langgestreckt, die Gliedmaßen sind kurz. Die Pfoten sind oft relativ groß, die Krallen können einziehbar sein – etwa bei der Fossa – oder nicht. Das Fell ist kurz und dicht, es ist in verschiedenen Grau- oder Brauntönen gehalten. Bei einigen Arten ist es mit Flecken oder Streifen gemustert. Der Schwanz ist etwas kürzer als der Rumpf, er ist bei der Mehrzahl der Arten buschig und kann – etwa beim Ringelschwanzmungo – Signalfärbung aufweisen.
Der Kopf ist, verglichen mit dem übrigen Körper, eher klein. Er ist bei den meisten Arten durch die zugespitzte Schnauze charakterisiert, bei der Fossa hingegen ist er mit seinem kurzen Gesichtsschädel katzenähnlich. Die Brechschere aus dem letzten oberen Prämolar und dem ersten unteren Molar („Reißzähne“), ein Raubtiermerkmal, ist mit Ausnahme der Fossa nicht stark ausgeprägt. Der Falanuk weicht mit seinem gleichförmigen, an Insektenfresser erinnernden Gebiss deutlich von den anderen Arten ab.

## Verbreitung und Lebensraum

Madagassische Raubtiere kommen nur auf der Insel Madagaskar vor der Ostküste Afrikas vor.

Die Madagassischen Raubtiere sind auf Madagaskar vor der Ostküste Afrikas endemisch, auf den kleinen vorgelagerten Inseln kommen sie nicht vor. Sie sind die einzigen natürlicherweise auf dieser Insel lebenden Raubtiere, vom Menschen wurden allerdings die Hauskatze, der Haushund und die Kleine Indische Zibetkatze dort eingeführt. Lebensraum der Madagassischen Raubtiere sind hauptsächlich Wälder, wobei sie in verschiedenen Waldformen leben können. So finden sie sich in den Regenwäldern der Ostküste ebenso wie in den Laubwäldern im Westen und den Dornwäldern im Südwesten der Insel. Sechs der Arten sind strikte Waldbewohner; nur die Fossa und in geringerem Ausmaß der Ringelschwanzmungo suchen manchmal in unbewaldeten Gegenden oder an Waldrändern nach Nahrung oder nutzen sie als Durchzugsgebiete. Diese beiden Arten sind auch am anspruchslosesten in Bezug auf ihren Lebensraum und finden sich in unterschiedlichen Waldformen, während die meisten übrigen Arten auf einen bestimmten Waldtyp als Habitat spezialisiert sind.
Die Artenvielfalt ist in den Regenwäldern der Ostküste am höchsten, hier finden sich manchmal bis zu fünf Arten sympatrisch. Die westlichen und südwestlichen Wälder haben eine geringere Artenvielfalt, aber möglicherweise höhere Populationsdichten.

## Lebensweise

### Aktivitätszeiten und Fortbewegung

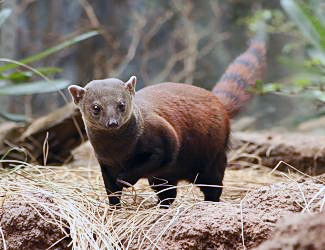
Der Ringelschwanzmungo lebt in Familiengruppen, was vermutlich für Madagassische Raubtiere untypisch ist.

Die Lebensweise der Madagassischen Raubtiere ist variabel. Einige Arten haben eine kathemerale Lebensweise, das heißt, sie haben keinen ausgeprägten Tag-Nacht-Rhythmus. Andere Tiere, etwa die Breitstreifenmungos oder die Fanaloka sind vorrangig nachtaktiv. Als Ruheplätze dienen ihnen hohle Baumstämme, Erdhöhlen, Felsspalten oder selbst gegrabene Baue. Madagassische Raubtiere sind vorrangig terrestrisch, das heißt, sie leben überwiegend am Boden, die meisten Arten können gut klettern, einige auch schwimmen. Die Fortbewegung kann sowohl auf den Zehen (digitigrad) als auch sohlengängerisch (plantigrad) sein.
Einige Arten zeigen Anpassungen an das saisonale Klima Madagaskars. So kann die Fossa in ihrem Körper und der Falanuk in seinem Schwanz Fettreserven anlegen, dabei steigt das Körpergewicht um bis zu 25 %. Diese Reserven werden in der Regenzeit angelegt, um die kühle und nahrungsarme Trockenzeit besser überstehen zu können. Es gibt aber bei keiner Art Hinweise auf eine Trockenstarre oder Hibernation.

### Sozial- und Territorialverhalten
Auch das Sozialverhalten ist variabel, bei vielen Arten aber kaum bekannt. Von den besser erforschten Arten lebt die Fossa einzelgängerisch und der Ringelschwanzmungo in Familiengruppen aus einem Männchen, einem Weibchen und bis zu drei Jungtieren. Auch von anderen Arten gibt es Beobachtungen von zwei oder mehr zusammenlebenden Tieren, dabei handelt es sich wahrscheinlich um Mütter mit ihren Jungtieren. Außer dem Ringelschwanzmungo ist keine Art bekannt, bei der sich die Männchen aktiv an der Jungenaufzucht beteiligen, sie leben vermutlich außerhalb der Paarungszeit einzelgängerisch.
Madagassische Raubtiere sind meist territoriale Tiere, die ihre Reviere mit Drüsensekreten markieren. Die Reviere sind wie bei Fleischfressern allgemein relativ groß, bei der Fossa beispielsweise können sie bis zu 26 km² umfassen. Die olfaktorische Kommunikation mit Duftspuren spielt generell eine wichtige Rolle bei diesen Tieren, hingegen sind viele Arten leise Tiere, die wenig Laute von sich geben. Ausnahme sind die sozialeren Ringelschwanzmungos, die ein vielfältiges Lautrepertoire besitzen.

### Nahrung
Madagassische Raubtiere sind vorwiegend Fleischfresser, die Ernährung kann nach Lebensraum und Jahreszeit deutlich variieren. Die Fossa, das größte Madagassische Raubtier, ist mit einem kräftigen Gebiss ausgestattet und frisst vorwiegend Wirbeltiere, darunter Lemuren. Der Falanuk ist mit seinen kleinen Zähnen an weiche Nahrung angepasst und nimmt vorwiegend Regenwürmer zu sich. Die übrigen Arten, die allesamt unter 2 Kilogramm wiegen, verzehren kleine Wirbeltiere sowie Insekten und andere wirbellose Tiere und sind häufig Nahrungsgeneralisten. Einige Arten fressen auch Aas und nehmen in kleinem Ausmaß auch pflanzliche Nahrung wie Früchte zu sich.

### Fortpflanzung

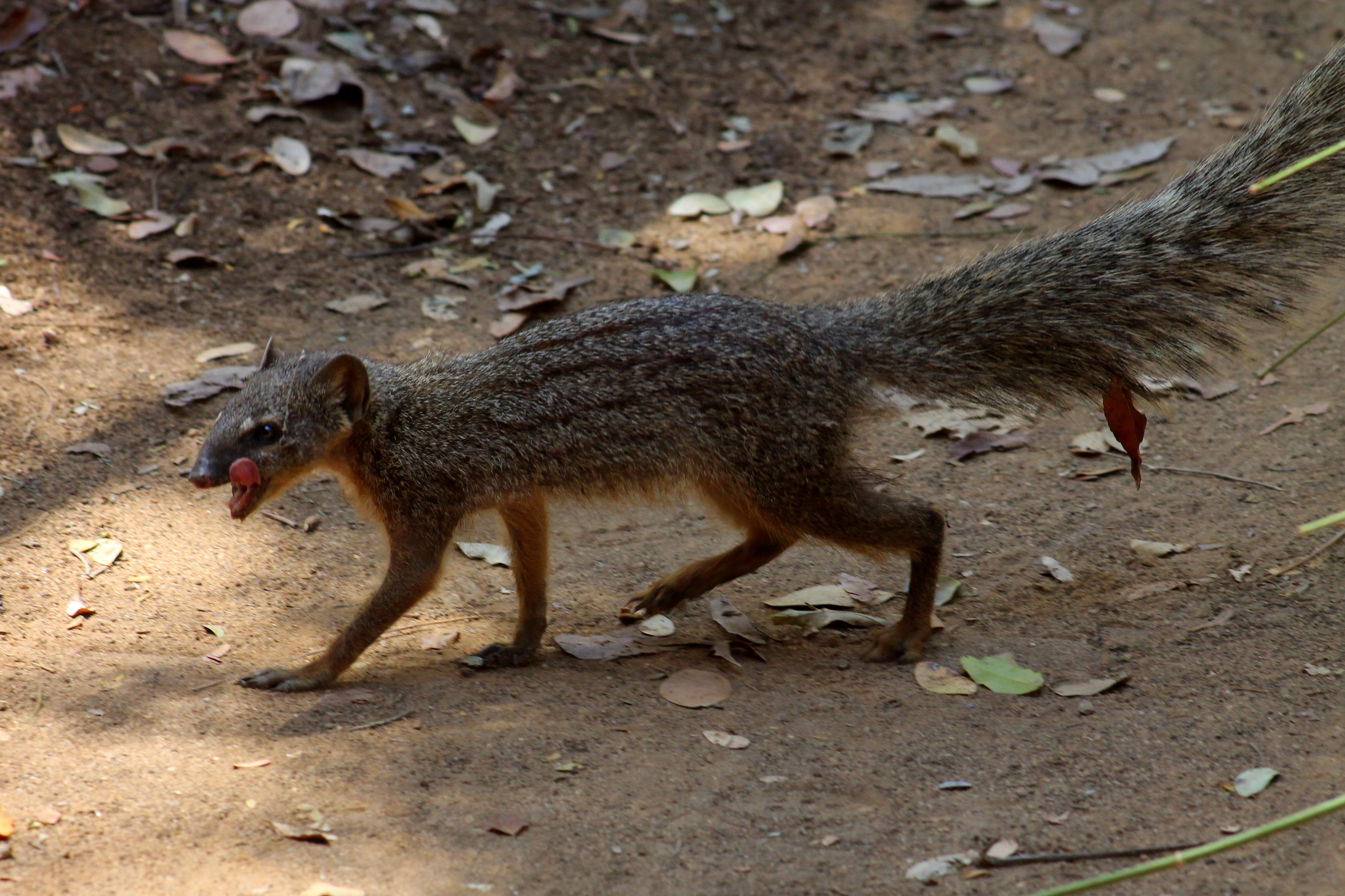
Der Schmalstreifenmungo, ein Vertreter der Madagaskar-Mangusten

Die Fortpflanzung ist zumindest bei einigen Arten saisonal, sodass die Geburten in die Regenzeit fallen, wenn das Nahrungsangebot am größten ist. Die Tragzeit beträgt je nach Art 40 bis 105 Tage, die Angaben sind jedoch teilweise widersprüchlich. Die Wurfgrößen sind mit eins oder zwei klein, lediglich bei der Fossa können es bis zu vier Jungtiere sein. Die Neugeborenen verbringen ihre ersten Lebenswochen meist in einem Bau oder in einem anderen Unterschlupf. Der Entwicklungsgrad der Neugeborenen ist unterschiedlich, so sind die Jungtiere der Fossas Nesthocker, während sie bei der Fanaloka und teilweise auch bei den Madagaskar-Mangusten Nestflüchter sind. Die Entwöhnung findet im Alter zwischen zwei und viereinhalb Monaten statt. Über die Lebenserwartung in freier Wildbahn gibt es kaum Angaben; Fossas und Ringelschwanzmungos können in menschlicher Obhut über 20 Jahre alt werden.

## Madagassische Raubtiere und Menschen
Da die Madagassischen Raubtiere überwiegend Waldbewohner sind, sind sie durch die fortschreitende Zerstörung ihres Lebensraumes aufgrund von Brandrodungen, Abholzungen, Holzkohleerzeugung und Bergbau gefährdet. Ein weiterer Faktor ist die Konkurrenz durch eingeschleppte Arten wie den Haushund oder die Kleine Indische Zibetkatze. Hinzu kommt die Bejagung: Zum einen werden sie wegen ihres Fleisches gejagt, zum anderen, weil sie im Ruf stehen, in Häuser und Ställe einzudringen und Geflügel und andere kleine Haustiere zu reißen. In welchem Ausmaß diese Vorfälle tatsächlich auf das Konto der Madagassischen Raubtiere gehen oder ob die eingeschleppten Raubtiere dafür verantwortlich sind, ist nicht bekannt. In der madagassischen Folklore finden sich Erzählungen, wonach Fossas manchmal eine Bedrohung für den Menschen darstellen. Gesicherte Berichte über Angriffe auf Menschen gibt es jedoch nicht.
Eine Art, die Riesenfossa, ist in den letzten Jahrtausenden ausgestorben. Die IUCN listet eine Art, den Großen Breitstreifenmungo, als „stark gefährdet“ (endangered); drei Arten, Fossa, Schmalstreifenmungo und Schlichtmungo, als „gefährdet“ (vulnerable); drei weitere Arten, Breitstreifenmungo, Falanuk und Fanaloka, als „gering gefährdet“ (near threatened) und nur eine Art, den Ringelschwanzmungo, als nicht gefährdet.

## Systematik und Entwicklungsgeschichte

### Innere Systematik und taxonomische Vergangenheit
Die Madagassischen Raubtiere umfassen sieben Gattungen mit acht lebenden und einer ausgestorbenen Art, die auf zwei Unterfamilien aufgeteilt werden:
- Unterfamilie Madagaskar-Mangusten (Galidiinae)
  - Gattung Galidia
    - Ringelschwanzmungo (Galidia elegans)

  - Gattung Galidictis
    - Breitstreifenmungo (Galidictis fasciatus)

  - Gattung Mungotictis
    - Schmalstreifenmungo (Mungotictis decemlineata)

  - Gattung Salanoia 
    - Schlichtmungo (Salanoia concolor)
    - Salanoia durrelli[8]
- Unterfamilie Euplerinae
  - Gattung Cryptoprocta
    - Fossa (Cryptoprocta ferox)
    - Riesenfossa (Cryptoprocta spelea) †

  - Gattung Eupleres
    - Falanuk oder Ameisenschleichkatze (Eupleres goudotii)

  - Gattung Fossa
    - Fanaloka (Fossa fossana)

Der genetische Befund weist eindeutig darauf hin, dass die Madagassischen Raubtiere eine monophyletische Gruppe sind, das heißt von einem gemeinsamen Vorfahren abstammen. Die Madagaskar-Mangusten bilden ebenfalls eine monophyletische Gruppe. Fanaloka und Falanuk sind eng miteinander verwandt. Die Euplerinae sind jedoch nicht monophyletisch.
Ein Kladogramm der Madagassischen Raubtiere sieht folgendermaßen aus:
|  | \| \| Schlichtmungo (Salanoia) \| \| \| \| \| \| Schmalstreifenmungo (Mungotictis) \| \| \| \| |
|  |                                                                                                |
|  | Breitstreifenmungo (Galidictis)                                                                |
|  |                                                                                                |
|  | Schlichtmungo (Salanoia)                                                                       |
|  |                                                                                                |
|  | Schmalstreifenmungo (Mungotictis)                                                              |
|  |                                                                                                |

|  | Schlichtmungo (Salanoia)          |
|  |                                   |
|  | Schmalstreifenmungo (Mungotictis) |
|  |                                   |

|  | \| \| Schlichtmungo (Salanoia) \| \| \| \| \| \| Schmalstreifenmungo (Mungotictis) \| \| \| \| |
|  |                                                                                                |
|  | Breitstreifenmungo (Galidictis)                                                                |
|  |                                                                                                |
|  | Schlichtmungo (Salanoia)                                                                       |
|  |                                                                                                |
|  | Schmalstreifenmungo (Mungotictis)                                                              |
|  |                                                                                                |

|  | Schlichtmungo (Salanoia)          |
|  |                                   |
|  | Schmalstreifenmungo (Mungotictis) |
|  |                                   |

|  | \| \| Schlichtmungo (Salanoia) \| \| \| \| \| \| Schmalstreifenmungo (Mungotictis) \| \| \| \| |
|  |                                                                                                |
|  | Breitstreifenmungo (Galidictis)                                                                |
|  |                                                                                                |
|  | Schlichtmungo (Salanoia)                                                                       |
|  |                                                                                                |
|  | Schmalstreifenmungo (Mungotictis)                                                              |
|  |                                                                                                |

|  | Schlichtmungo (Salanoia)          |
|  |                                   |
|  | Schmalstreifenmungo (Mungotictis) |
|  |                                   |

|  | \| \| Schlichtmungo (Salanoia) \| \| \| \| \| \| Schmalstreifenmungo (Mungotictis) \| \| \| \| |
|  |                                                                                                |
|  | Breitstreifenmungo (Galidictis)                                                                |
|  |                                                                                                |
|  | Schlichtmungo (Salanoia)                                                                       |
|  |                                                                                                |
|  | Schmalstreifenmungo (Mungotictis)                                                              |
|  |                                                                                                |

|  | Schlichtmungo (Salanoia)          |
|  |                                   |
|  | Schmalstreifenmungo (Mungotictis) |
|  |                                   |

|  | Fanaloka (Fossa)   |
|  |                    |
|  | Falanuk (Eupleres) |
|  |                    |

|  | \| \| Schlichtmungo (Salanoia) \| \| \| \| \| \| Schmalstreifenmungo (Mungotictis) \| \| \| \| |
|  |                                                                                                |
|  | Breitstreifenmungo (Galidictis)                                                                |
|  |                                                                                                |
|  | Schlichtmungo (Salanoia)                                                                       |
|  |                                                                                                |
|  | Schmalstreifenmungo (Mungotictis)                                                              |
|  |                                                                                                |

|  | Schlichtmungo (Salanoia)          |
|  |                                   |
|  | Schmalstreifenmungo (Mungotictis) |
|  |                                   |

|  | \| \| Schlichtmungo (Salanoia) \| \| \| \| \| \| Schmalstreifenmungo (Mungotictis) \| \| \| \| |
|  |                                                                                                |
|  | Breitstreifenmungo (Galidictis)                                                                |
|  |                                                                                                |
|  | Schlichtmungo (Salanoia)                                                                       |
|  |                                                                                                |
|  | Schmalstreifenmungo (Mungotictis)                                                              |
|  |                                                                                                |

|  | Schlichtmungo (Salanoia)          |
|  |                                   |
|  | Schmalstreifenmungo (Mungotictis) |
|  |                                   |

|  | \| \| Schlichtmungo (Salanoia) \| \| \| \| \| \| Schmalstreifenmungo (Mungotictis) \| \| \| \| |
|  |                                                                                                |
|  | Breitstreifenmungo (Galidictis)                                                                |
|  |                                                                                                |
|  | Schlichtmungo (Salanoia)                                                                       |
|  |                                                                                                |
|  | Schmalstreifenmungo (Mungotictis)                                                              |
|  |                                                                                                |

|  | Schlichtmungo (Salanoia)          |
|  |                                   |
|  | Schmalstreifenmungo (Mungotictis) |
|  |                                   |

|  | \| \| Schlichtmungo (Salanoia) \| \| \| \| \| \| Schmalstreifenmungo (Mungotictis) \| \| \| \| |
|  |                                                                                                |
|  | Breitstreifenmungo (Galidictis)                                                                |
|  |                                                                                                |
|  | Schlichtmungo (Salanoia)                                                                       |
|  |                                                                                                |
|  | Schmalstreifenmungo (Mungotictis)                                                              |
|  |                                                                                                |

|  | Schlichtmungo (Salanoia)          |
|  |                                   |
|  | Schmalstreifenmungo (Mungotictis) |
|  |                                   |

|  | Fanaloka (Fossa)   |
|  |                    |
|  | Falanuk (Eupleres) |
|  |                    |

Aufgrund von Unterschieden in der Morphologie und in der Lebensweise wurden die Raubtiergattungen Madagaskars früher auf drei Gruppen aufgeteilt: die Madagaskar-Mangusten wurden als Unterfamilie Galidiinae der Mangusten (Herpestidae) betrachtet, denen die Mangustenarten des afrikanischen Festlandes und Asiens (Herpestinae) gegenüberstanden. Falanuk und Fanaloka wurden als Unterfamilie Euplerinae den Schleichkatzen (Viverridae) zugerechnet, wobei der Falanuk bei seiner Erstbeschreibung 1835 gar als Vertreter der Insektenfresser und nicht der Raubtiere angesehen wurde. Die taxonomische Zugehörigkeit der Fossa war umstritten. Sie wurde meist in einer eigenen Unterfamilie, Cryptoproctinae, geführt, die aufgrund einiger katzenartiger Merkmale manchmal zu den Katzen (Felidae), meist aber ebenfalls zu den Schleichkatzen oder Mangusten gezählt wurden.

### Äußere Systematik und Entwicklungsgeschichte

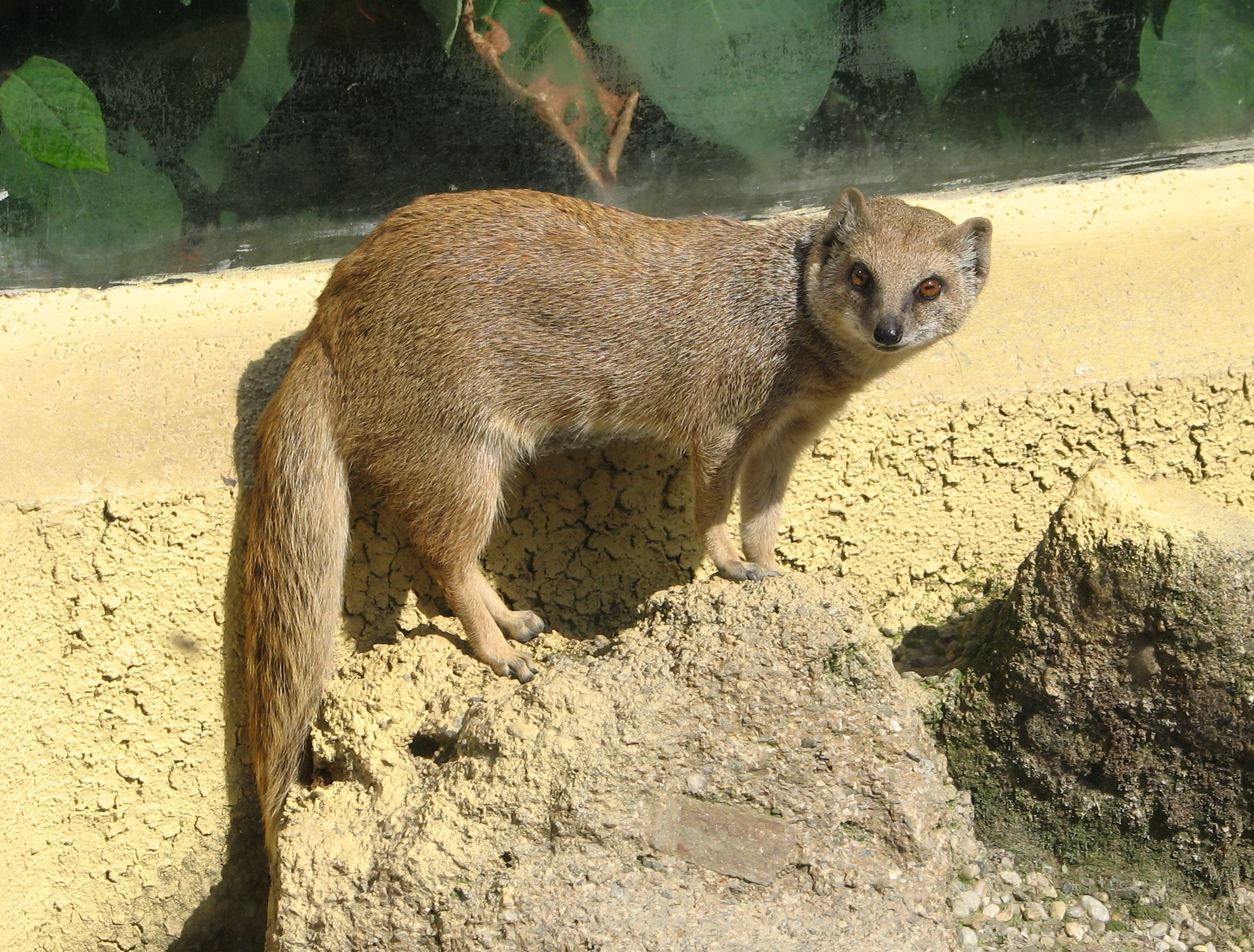
Die Mangusten – hier eine Fuchsmanguste – sind die nächsten Verwandten der Madagassischen Raubtiere.

2003 veröffentlichten Anne Yoder et al. eine umfassende molekulargenetische Studie, in der die systematische Stellung der auf Madagaskar heimischen Raubtiere anhand zweier mitochondrialer und zweier nukleärer Gene untersucht wurde. Entgegen den bisher vermuteten Abstammungsverhältnissen zeigte die Untersuchung, dass die Madagassischen Raubtiere trotz aller morphologischen Unterschiede eine monophyletische Gruppe bilden. Im Jahr 2005 ergab eine Untersuchung von Philippe Gaubert et al., dass rein morphologische Kriterien die Monophylie der Madagassischen Raubtiere nicht unterstützen, weshalb vorgeschlagen wurde, sie zumindest auf mehrere Familien aufzuteilen. Die jüngeren taxonomischen Veröffentlichungen erkennen jedoch die Eupleridae als Ganzes an und führen die von Gaubert et al. vorgeschlagene Aufteilung nicht durch.
Die Untersuchungen von Yoder et al. ergaben, dass die Mangusten (Herpestidae) die Schwestergruppe der Madagassischen Raubtiere sind und die Hyänen (Hyaenidae) die Schwestergruppe der Klade aus Mangusten und Madagassischen Raubtieren. Mit den Schleichkatzen oder Katzen besteht demnach nur eine entfernte Verwandtschaft.
Diskutiert wird die Frage, wie die Madagassischen Raubtiere nach Madagaskar gekommen sind. Da sie eine monophyletische Gruppe sind, ist von einem einzigen Besiedlungsvorgang auszugehen. Die 400 Kilometer vor der Ostküste Afrikas gelegene Insel beherbergt eine eigentümliche und beschränkte Säugetierfauna, es kommen hier natürlicherweise landgebundene Säuger aus nur fünf Taxa vor, die Lemuren, die Tenreks, die Madagaskar-Ratten, die Madagassischen Raubtiere sowie Madagassische Flusspferde. Da die im 19. Jahrhundert populäre Landbrücken-Hypothese angesichts der Plattentektonik als obsolet gilt, bleibt als plausibelste Methode der Seeweg, entweder schwimmend oder auf treibender Vegetation.
Ein derartiger Transport stellt allerdings für die Tiere eine große Herausforderung dar. Sie müssen längere Zeit ohne Nahrungsmittel und Wasser überleben und in einer größeren Gruppe ankommen, um dort noch einen Fortpflanzungspartner zu finden. Wie oben erwähnt, können einige Madagassische Raubtiere Fettvorräte anlegen, um nahrungsärmere Zeiten durchzustehen. Auch wenn es bei den heutigen Arten keine Hinweise mehr auf Hibernation gibt, ist doch denkbar, dass für Tiere mit Fettreserven und im Ruhe- oder Schlafzustand eine derartige Reise am ehesten zu überleben wäre. Anhand der molekularen Uhr berechnet Anne Yoder den Zeitpunkt der Ankunft der Tiere auf Madagaskar auf vor 24 bis 18 Millionen Jahren, also im späten Oligozän oder frühen Miozän.
Es sind auf Madagaskar keine Fossilien von Wirbeltieren aus dem Zeitraum zwischen dem Ende der Kreidezeit (vor rund 65 Millionen Jahren) und dem späten Pleistozän oder frühen Holozän (vor rund 12.000 Jahren) bekannt. Aus Fossilien lassen sich also derzeit keine Rückschlüsse auf die Entwicklungsgeschichte dieser Tiere ziehen.